# Тихоокеанско-азиатский чемпионат по кёрлингу 1991
Тихоокеанско-Азиатский чемпионат по кёрлингу 1991 года состоялся в городе Сагамихара (Япония) с 28 по 30 ноября как для мужских, так и для женских команд. В мужском и женском турнирах приняло участие 3 мужских и 2 женских команды.
В мужском турнире чемпионом стала (в 1-й раз в своей истории) сборная Австралии. Второе место заняла сборная Японии, третье место — сборная Новой Зеландии.
В женском турнире чемпионом стала (в 1-й раз в своей истории) сборная Японии. Второе место заняла сборная Австралии.

## Мужчины

### Групповой этап
| Место | Команда        | Скип | 1 круг | 1 круг | 1 круг |   | 2 круг | 2 круг | 2 круг | В | П |
| Место | Команда        | Скип | 1      | 2      | 3      | 1 | 2      | 3      |        | В | П |
| ----- | -------------- | ---- | ------ | ------ | ------ | - | ------ | ------ | ------ | - | - |
| 1     | Австралия      |      | *      | 15:4   | 19:3   |   | *      | 12:3   | 14:1   | 4 | 0 |
| 2     | Япония         |      | 4:15   | *      | 17:2   |   | 3:12   | *      | 6:7    | 1 | 3 |
| 3     | Новая Зеландия |      | 3:19   | 2:17   | *      |   | 1:14   | 7:6    | *      | 1 | 3 |

### Итоговая классификация
| Место | Команда        | И | В | П |
| ----- | -------------- | - | - | - |
| 1     | Австралия      | 4 | 4 | 0 |
| 2     | Япония         | 4 | 1 | 3 |
| 3     | Новая Зеландия | 4 | 1 | 3 |

## Женщины
Данных о результатах игр не обнаружено. В источнике указано лишь распределение мест.

### Итоговая классификация
| Место | Команда   | И | В | П |
| ----- | --------- | - | - | - |
| 1     | Япония    | ? | ? | ? |
| 2     | Австралия | ? | ? | ? |